# 拉弗雷特 (索恩-卢瓦尔省)
拉弗雷特（法語：La Frette，法語發音：[la fʁɛt]）是法国索恩-卢瓦尔省的一个市镇，属于卢昂区。

## 地理
拉弗雷特（46°38'20"N, 5°3'1"E）面积11.22 平方千米，位于法国勃艮第-弗朗什-孔泰大區索恩-卢瓦尔省，该省份为法国中部省份，北起顺时针与科多尔省、汝拉省、安省、罗讷省、卢瓦尔省、阿列省和涅夫勒省接壤。
与拉弗雷特接壤的市镇（或旧市镇、城区）包括：布雷斯地区圣樊尚、博德里耶尔、布雷斯地区圣安德烈、塞耶河畔萨维尼、锡芒德尔。

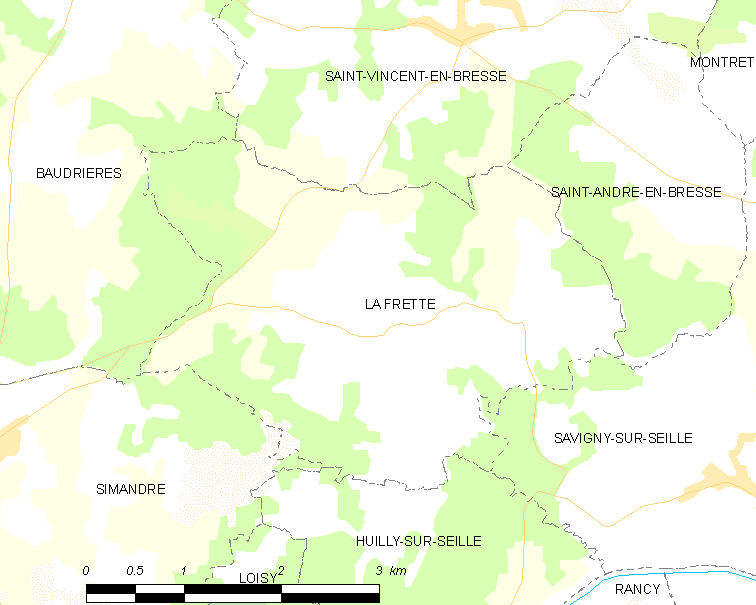
的OSM定位图

拉弗雷特的时区为UTC+01:00、UTC+02:00（夏令时）。

## 行政
拉弗雷特的邮政编码为71440，INSEE市镇编码为71206。

## 政治
拉弗雷特所属的省级选区为屈索县。

## 人口

1962-2008年间人口变化图示

拉弗雷特于2022年1月1日时的人口数量为251人。